# Sundsvalls Järnvägsaktiebolag
Sundsvalls Järnvägsaktiebolag (deutsch Sundvall-Eisenbahnaktiengesellschaft) war eine schwedische Eisenbahngesellschaft. Sie wurde am 28. Februar 1872 mit Sitz in Sundsvall gegründet.

## Vorgeschichte
Als man in Schweden in den 1850er-Jahren die Stammbahnen plante, legte man als Streckenende der Norra stambanan den Ort Storvik fest. Später plante man eine Verlängerung der Strecke bis Sollefteå und nannte die Strecke Stambanan genom övre Norrland. Untersucht wurden dabei die Streckenabschnitte Storvik–Ånge, von Torpshammar zur schwedisch/norwegischen Grenze (der späteren Norrländska tvärbanan) und Bräcke–Sollefteå. Bei zwei Sitzungen am 29. September 1868 und am 26. Juni 1869 in Sundsvall wünschte Norwegen eine Eisenbahnverbindung nach Sundsvall.
Auf Initiative des Königs untersuchte Statens Järnvägsbyggnader (das staatliche Eisenbahnbaubüro, das später in Statens Järnvägar überging) im April 1870 eine Fortsetzung von Norra stambanan von Storvik über Bollnäs und Ljusdal nach Torpshammar. Dort sollte sich die Strecke verzweigen, ein Teil sollte nach Sundsvall, der andere Teil nach Trondheim über Östersund führen.
Damit begannen viele Aktivitäten in Gävleborgs län, Västernorrlands län und Jämtland. Alle Gebietskörperschaften sammelten Argumente, um die Streckenführung über ihr Gebiet zu erreichen. Im August 1870 fand ein Treffen in Härnösand mit Teilnehmern aus den Küstenregionen und dem nördlichen Norrland statt. Die Tagung unterstrich die Forderung, dass Norra stambanan von Hybo südlich durch Ljusdal, vorbei an den Seen Dellen und Malungen nach Matfors und weiter über Selånger und Vivstavarv nach Nyland führen solle. Von Nyland sollte eine Strecke über Ragunda nach Krokom und weiter nach Trondheim gebaut werden.
Um Kosten beim Eisenbahnbau zu sparen, wurde die Strecke nördlich von Storvik als Schmalspurbahn in der Spurweite 1067 mm geplant, entgegen allen bisher gebauten Stammbahnen, die in der Spurweite von 1435 mm errichtet wurden.

## Sundsvalls Järnvägsaktiebolag
Die Anteilseigner der Sundsvalls Järnvägsaktiebolag waren die Stadt Sundsvall, die Stadt Östersund, Jämtlands landsting und verschiedene Privatleute. Ziel der Gesellschaft war es, die Bahnstrecke zwischen Sundsvall und der geplanten Stambanan genom övre Norrland bei Torpshammar zu bauen. Die Bahnstrecke wurde Sundsvall–Torpshammars Järnväg (STJ) genannt und in der Spurweite 1067 mm geplant, nachdem diese Spurweite auch für die Stambanan genom övre Norrland nördlich von Storvik und die Norrländska tvärbanan von Torpshammar zur schwedisch/norwegischen Grenze vorgesehen war.
Die Gesellschaft errichtete unabhängig von den weiteren Planungen die Bahnstrecke Sundsvall–Torpshammar, nachdem im Januar 1872 die Konzession dafür erteilt wurde. Zusätzlich entstand eine Nebenstrecke von Vattjoms nach Matfors, die Matfors-Vattjoms Järnväg (MVaJ). Dafür erhielt sie ein Staatsdarlehen in Höhe von 1494.000 Kronen.
Der schwedische Reichstag entschied 1873, die Strecke von Storvik nach Hybo und weiter zu einem Kreuzungspunkt an der schmalspurigen Strecke zwischen Torpshammar und der schwedisch/norwegischen Grenze in Normalspur auszuführen. Für die Strecke nördlich von Ljusdal wurde die weitere Ausführung noch ein Jahr diskutiert, bis 1874 der Beschluss gefasst wurde, diese normalspurig zu errichten. 1876 wurde die Linienführung der Tvärbana festgelegt, die von Torpshammar über Ånge, Gällö und Östersund den Ort Näskott erreichen sollte. Des Weiteren sollte die Strecke über Åre und Storlien zur schwedisch/norwegischen Grenze führen. Dort sollte eine norwegische Strecke Richtung Trondheim anschließen.
1877 legte der Reichstag den Linienverlauf nördlich von Hybo fest. Von dort sollte die Bahn von Hybo über Välje nach Ånge verlaufen und dort auf die Tvärbana stoßen. Damit konnte diese Strecke als Umleitungsstrecke zur Tvärbana verwendet werden. Zudem wurde der günstigste Streckenverlauf nördlich von Sollefteå untersucht. Wie auch schon vorher gab es viele mögliche Anlieger, die ihre Wünsche erfüllt sehen wollten. So gab es 1881 den Beschluss, diese Strecke von Bräcke an der Tvärbana über Helgum und weiter nach Sollefteå zu bauen.

## Verkauf der Strecken
Damit waren die bereits von der Sundsvalls Järnvägsaktiebolag in Schmalspur errichtete Bahnstrecken Sundsvall–Torpshammar und Vattjoms–Matfors ein Inselbetrieb inmitten eines Normalspurnetzes. Der Umbau der bereits gebauten Strecke in Normalspur war für die Sundsvalls Järnvägsaktiebolag jedoch zu teuer. Da es sich um eine wichtige Verbindung zwischen der Ostsee und Norwegen handelte, beschloss der schwedische Reichstag 1884, die Strecke zu kaufen, auf Normalspur umzuspuren und ab 1886 durch Statens Järnvägar betreiben zu lassen. Der Kaufpreis für die elf Jahre als Privatbahn betriebenen Strecke betrug 1885 3.650.000 Kronen.
Die Nebenstrecke zwischen Vattjom und Matfors verblieb bis 1889 bei der Sundsvalls Järnvägsaktiebolag. Dann wurde die Strecke an die Firma Matfors AB verkauft.

## Auflösung der Gesellschaft
1890 wurde die Aktiengesellschaft aufgelöst. Mit dem Überschuss aus dem Verkauf wurde 1894 die Stiftung Minne af Sundsvalls Jernväg gegründet. Deren Erträge wurden für ein Kinderkrankenhaus in Sundsvall verwendet. Dadurch konnten bedürftige Kinder kostenlose Bettplätze oder Zuschüsse für den Krankenhausaufenthalt bekommen.